# Am Rande des Rollfelds
Am Rande des Rollfelds (französischer Originaltitel: La Jetée) ist ein preisgekrönter Science-Fiction-Kurzfilm bzw. Experimentalfilm des französischen Filmemachers Chris Marker aus dem Jahr 1962. Er besteht mit der Ausnahme eines sekundenlangen bewegten Bildes nur aus Standbildern – in Eigenbezeichnung ein „Photoroman“ – und benutzt anstatt Dialogen einen Erzähler; allein die im Film dargestellten Wissenschaftler hört man im Off sprechen, allerdings in deutscher Sprache. Der im 35-mm-Format gedrehte Schwarzweißfilm ist von Alfred Hitchcocks Klassiker Vertigo – Aus dem Reich der Toten inspiriert.
Der Film erlangte Mitte der 1990er Jahre größere Bekanntheit und wurde in den USA unter den ausländischen Independentfilm-Klassikern zum Verkaufsschlager, nachdem er als Vorlage für das Drehbuch zu Terry Gilliams Hollywoodfilm 12 Monkeys mit Bruce Willis und Brad Pitt gedient hatte.
Der französische Originaltitel La Jetée bedeutet wörtlich übersetzt so viel wie „Anlegesteg“ und bezieht sich auf das Flughafenterminal von Paris-Orly, das Ausgangs- und Zielpunkt der Handlung ist.

## Handlung
Erzählt wird die Geschichte eines namenlosen Mannes, der in seiner Kindheit am Flughafen Paris-Orly auf einer Aussichtsplattform eine Frau gesehen hat, die ihn jahrelang fasziniert; erst später wird ihm klar, dass er auf dieser Plattform am Rande des Rollfelds an jenem Tag auch einen Mann sterben sah.
Nur wenig später bricht der Dritte Weltkrieg aus. Einige der Überlebenden finden in unterirdischen Katakomben unter dem zerstörten und durch den Atomkrieg radioaktiv verstrahlten Paris einen neuen, aber unwirtlichen Lebensraum. Deutschsprachige Forscher aus den Reihen der Kriegsgewinner experimentieren in den Kellern des Palais de Chaillot mit durch Drogenbehandlung bewirkte Zeitreisen, in denen Gefangene als Versuchspersonen benutzt werden. Ziel der Reisen ist es, Nahrungsmittel, Medikamente und Energiequellen aus der Vergangenheit oder der Zukunft für die andernfalls dem Untergang geweihten Überlebenden zu beschaffen. Doch verlaufen diese Experimente erfolglos, da die Versuchspersonen infolge des mentalen Schocks der Zeitreise wahnsinnig werden oder sterben. Daraufhin konzentriert sich die Suche auf Gefangene mit „starken mentalen Bildern“, vor allem Träumen oder Erinnerungen, denn von diesen Menschen wird angenommen, sie könnten den Schock der Zeitreise überleben.
Der Mann mit der intensiven und mysteriösen Kindheitserinnerung wird daraufhin als Versuchsperson ausgesucht. Die Experimente verlaufen in der Tat erfolgreich, und er kann während Aufenthalten in der Vergangenheit die Frau seiner Erinnerung treffen. Es beginnt eine ungewöhnliche Liebesgeschichte, während sich der Mann nie ganz sicher ist, ob er die Zeit in der Vergangenheit nur träumt. Als die Versuche zufriedenstellend beendet werden, schicken die Wissenschaftler den Mann stattdessen in die Zukunft, wo er als Ziel der Versuche um Hilfe bitten soll. Tatsächlich kann er die Menschen der Zukunft überzeugen, ihm als Hilfe für die Menschheit seiner Zeit ein „Kraftwerk“ mitzugeben.
Nach seiner Rückkehr in die Gegenwart gelangt er jedoch zu der Überzeugung, lediglich als Mittel zum Zweck für die Wissenschaftler gedient zu haben und bald exekutiert werden zu sollen. In einer Art Vision kommuniziert er mit den zukünftigen Menschen, die bereit sind, ihn als Teil ihrer Gemeinschaft zu akzeptieren. Stattdessen aber ist es sein Wunsch, in die Zeit seiner Kindheitserinnerung zurückzukehren. Dort trifft er die Frau, in die er sich verliebt hat – auf eben jener Flughafen-Aussichtsplattform seiner Erinnerung. Doch noch während er auf sie zuläuft, wird er von einem Agenten der Wissenschaftler erschossen, der ihn verfolgt hat, und er begreift, dass er selbst der Mann ist, dessen Tod er als Kind auf der Plattform gesehen hatte.

## Entstehung
La Jetée ist inspiriert durch den Hitchcock-Klassiker Vertigo – Aus dem Reich der Toten, aus dem er das Thema der verzweifelten Suche nach einer Person aus der Vergangenheit übernimmt. Auch einige Motive aus Hitchcocks Film, wie etwa eine Szene an einer großen Baumscheibe, finden sich in Markers Film wieder.
In einem Interview gab Marker 2003 an, Am Rande des Rollfelds sei ungeplant entstanden: Während der Dreharbeiten zu Le Joli mai sei er völlig in die Wirklichkeit des Paris im Jahr 1962 eingetaucht und habe das „unmittelbare Kino“ (vgl. Cinéma vérité) entdeckt; als die Filmcrew einen Tag frei hatte, habe er eine Geschichte fotografiert, die er selbst nicht ganz verstanden habe. Erst beim Schneiden des Films seien die Puzzleteile zusammengekommen, und er habe Probleme, den Film als sein Verdienst anzusehen.
Die Spezialeffekte stammen von C. S. Olaf. Weitere Mitwirkende waren unter anderem William Klein, Ligia Borowski, Philbert von Lifchitz, Pierre Joffroy, Etiénne Becker und Germano Facetti.

## Kritiken und Deutungen
Am Rande des Rollfelds ist als Science-Fiction- oder „düstere[r] Zeitreiseklassiker“ und als Beispiel für einen die Zeit dekonstruierenden Film genannt worden. Bekannt geworden ist der Film vor allem durch seine Verwendung von Standbildern und die eine „bewegte“ Einstellung, in der die vom Zeitreisenden geliebte Frau beim Aufwachen die Augen öffnet.
In der Neuen Zürcher Zeitung wurde die Sekunde des bewegten Bildes als „[e]iner der ergreifendsten, überraschendsten und philosophischsten Momente des Aufwachens innerhalb der Filmgeschichte“ bezeichnet: „[D]a schlägt sie plötzlich die Augen auf und blickt den Betrachter frontal, fordernd, fragend an. In dieser kurzen selbstreflexiven Umkehrung der Verhältnisse wird das Bild nicht mehr von den Blicken der Zuschauer imprägniert und konsumiert, sondern es wird in der Bewegung der Augenöffnung selbst sehend und stellt dadurch die Wahrnehmung des Betrachters in Frage.“ Der Moment wird mit Theodor W. Adornos „Ästhetischer Theorie“ in Zusammenhang gesetzt, in der der „Moment, da das Porträt die Augen aufschlägt“, als „utopische[r] Zustand der Erlösung beschrieben [wird], in dem das Kunstwerk dereinst nicht mehr von kapitalistischen Produktionsbedingungen durchtränkt sein, sondern echte Autonomie und eine eigene Wahrheit erlangt haben wird.“ Dieser Moment sei in Am Rande des Rollfelds bezeichnenderweise nicht ans Ende, sondern als „Antiklimax“ mitten in die Geschichte gesetzt worden, weil hier die Liebe noch lebendig sei, aber später infolge der wissenschaftlichen Experimente tragisch ende.
In der New York Times wurde der Film 2003 in einem Artikel über Chris Marker als Beispiel für Markers „Augenblicke der Unsterblichkeit“ und Szenen, die wie Drehachsen in der Geschichte der Medien seien, genannt. In dem „außergewöhnlichen Kurzfilm“ sei der „bewegte“ Augenblick „wunderhaft“, eine „magische Art“, über Filme zu sagen, sie hätten eine besondere Verwandtschaft mit der vergehenden Zeit, mit Veränderung und dem Dahinschwinden, der Erinnerung oder dem Vergessen.

## Rezeption und Hommagen
Am Rande des Rollfelds war die Inspiration zu David Bowies Musikvideo Jump They Say (1993), in dem Bowie als Geschäftsmann glaubt, seine Kollegen führten Experimente mit ihm durch. David und Janet Peoples nutzten Markers Film als Inspiration für das Drehbuch zu Terry Gilliams Hollywoodfilm 12 Monkeys von 1995 mit Bruce Willis und Brad Pitt in den Hauptrollen; Gilliam selbst sah den Kurzfilm nach eigenen Angaben indes erstmals bei der Premiere von 12 Monkeys, als er als Vorfilm gezeigt wurde. Häufig werden Einflüsse auf weitere Filme diskutiert.
Im französischen Clermont-Ferrand wurde nach dem Originaltitel ein Gebäude benannt, in dem Büros von Sauve qui peut le court métrage – dem Ausrichter des angesehenen Kurzfilmfestivals Festival du Court-Métrage de Clermont-Ferrand – und der zu ihm gehörenden Auvergne Film Commission und einem Zentrum mit Ressourcen zu Kurzfilmen untergebracht sind. Im Bezirk Shinjuku von Tokio wurde eine Bar nach dem Film La Jetée genannt, was Marker 2003 mit dem Satz kommentierte: „Zu wissen, dass seit beinahe 40 Jahren eine Gruppe Japaner jede Nacht unter meinen Bildern leicht betrunken wird – das ist für mich mehr wert als noch so viele Oscars!“
Jenseits von 12 Monkeys und David Bowie inspirierte La Jetée auch die amerikanische Post-Metal-Band Isis und Noah Benjamin Lennox (alias Panda Bear), Mitbegründer der experimentellen Band Animal Collective sowie die Autorin Audrey Niffenegger zu ihrem Roman Die Frau des Zeitreisenden. Der gesamte Film wird in starken Standbildern erzählt und wird auf Neodystopia zu einer der besten Zeitreisegeschichten gekürt und jedem, der an Cyberpunk und Zeitreisen interessiert ist wärmstens mit folgenden Fazit empfohlen; The ideas held at the core of this film are at the core of cyberpunk.
Wie auch bei Neondystopia, erhält La Jetée vom CyberPunkReviews ebenfalls die Bestwertung, was jeweils 10 von 10 Sternen entspricht.

## Auszeichnungen
1963 wurde Regisseur Chris Marker für Am Rande des Rollfelds mit dem renommierten Jean-Vigo-Preis ausgezeichnet. Im selben Jahr erhielt der Film auch den Großen Preis beim erstmals ausgerichteten Internationalen Science-Fiction-Filmfestival von Triest (bis 1982 durchgeführt, Vorgänger des Festivals scienceplusfiction) und den erstmals vergebenen Preis der vom Club des bandes dessinées (später CELEG) herausgegebenen Zeitschrift Giff-Wiff.

## Veröffentlichungen
Am Rande des Rollfelds ist mit französischem und englischem Erzähltext veröffentlicht worden. In Deutschland wurde der Film erstmals im Oktober 1963 im Rahmen der Internationalen Filmwoche Mannheim gezeigt. 2003 erschien der Film, gemeinsam mit Markers Film Sans Soleil (1983), als DVD der Region 1 auf Französisch mit englischen Untertiteln. 2007 wurden die beiden Filme von Criterion auf DVD der Region 2 mit wahlweise französischem und englischem Erzähltext herausgegeben. Als Kinofilm existiert auch eine Version mit deutschem Erzähltext.
1996 wurden die Bilder des Films mit dem französischen und englischen Text außerdem von MIT Press als 258-seitiges Buch veröffentlicht, das jedoch vergriffen ist.